# Ningguo
Ningguo (en chino, 宁国; pinyin, Níngguó, léase Ning-Kuó) es un municipio  bajo la administración directa de la Prefectura Xuancheng en la Provincia de Anhui, República Popular China.  Su área es de 2466 km² y su población total para 2010 superó los 370 mil habitantes. 

## Administración
Desde julio de 2020, el  Municipio Ningguo se divide en 19 pueblos que se administran en 6 subdistritos,  8 poblados y 5 villas.